# Comuna Soleanuvatka, Starîi Sambir
Soleanuvatka (în ucraineană Солянуватка) este o comună în raionul Starîi Sambir, regiunea Liov, Ucraina, formată din satele Hubîci și Soleanuvatka (reședința).

## Demografie
Componența lingvistică a comunei Soleanuvatka
     Ucraineană (99,45%)
     Alte limbi (0,55%)
Conform recensământului din 2001, majoritatea populației comunei Soleanuvatka era vorbitoare de ucraineană (99,45%), existând în minoritate și vorbitori de alte limbi.